# Copa del Rey 2004/05
Die Copa del Rey 2004/05 war die 101. Austragung des spanischen Fußballpokals.
Der Wettbewerb startete am 1. September 2004 und endete mit dem Finale am 11. Juni 2005 im Estadio Vicente Calderón (Madrid). Titelverteidiger des Pokalwettbewerbs war Real Saragossa. Den Titel gewann Betis Sevilla durch einen 2:1-Erfolg nach Verlängerung im Finale gegen CA Osasuna. Da sich Betis Sevilla in der Saison 2004/05 parallel die Teilnahme an der UEFA Champions League sicherte, fiel der UEFA-Pokal-Startplatz CA Osasuna zu.

## Erste Hauptrunde
Die Hinspiele wurden am 1. September, die Rückspiele am 9. September 2004 ausgetragen.
|                         | Gesamt |                            | Hinspiel | Rückspiel |
| ----------------------- | ------ | -------------------------- | -------- | --------- |
| CD Móstoles             | 3:4    | UD Vecindario              | 1:2      | 2:2       |
| SCR Peña Deportiva      | 1:6    | UD Lanzarote               | 1:4      | 1:2       |
| CCD Cerceda             | 5:1    | Castillo CF                | 3:1      | 2:0       |
| CD Ourense              | 2:0    | UD Pájara Playas de Jandía | 1:0      | 1:0       |
| SD Noja                 | 2:3    | Logroñés CF                | 2:3      | 0:0       |
| Gimnástica Segoviana    | 2:1    | Sestao River Club          | 0:1      | 2:0       |
| Real Oviedo             | 1:2    | Amurrio Club               | 0:0      | 1:2       |
| Burgos FC               | 3:1    | SD Ponferradina            | 1:1      | 2:0       |
| Utebo FC                | 1:5    | CF Badalona                | 1:0      | 0:5       |
| FC Girona               | 1:0    | FC Alicante                | 1:0      | 0:0       |
| CM Peralta              | 2:3    | CD Castellón               | 1:1      | 1:2       |
| Benidorm CF             | 2:4    | UDA Gramenet               | 2:1      | 0:3       |
| FC Granada              | 1:3    | AD Ceuta                   | 0:2      | 1:1       |
| AD Mar Menor-San Javier | 1:3    | Lorca Deportiva            | 0:0      | 1:3       |
| CD Quintanar del Rey    | 1:4    | CD Alcalá                  | 1:1      | 0:3       |
| CD Don Benito           | 2:1    | UD Melilla                 | 1:0      | 1:1       |
| CD Badajoz              | 1:2    | UB Conquense               | 1:0      | 0:2       |

## Zweite Hauptrunde
Die Spiele wurden am 26., 27. und 28. Oktober sowie am 3. und 4. November 2004 ausgetragen.
|                        | Ergebnis        |                     |
| ---------------------- | --------------- | ------------------- |
| CD Leganés             | 1:2             | Real Madrid         |
| CCD Cerceda            | 2:4             | Deportivo La Coruña |
| CD Castellón           | 0:0 (2:4 i. E.) | CA Osasuna          |
| Logroñés CF            | 0:3             | CD Numancia         |
| Amurrio Club           | 2:3 n. V.       | Racing Santander    |
| Gimnástica Segoviana   | 0:1             | Athletic Bilbao     |
| SD Eibar               | 0:0 (2:4 i. E.) | Real Valladolid     |
| Terrassa FC            | 1:1 (4:2 i. E.) | Espanyol Barcelona  |
| UE Lleida              | 1:0             | FC Valencia         |
| Algeciras CF           | 0:1             | FC Sevilla          |
| CD Don Benito          | 0:2             | FC Málaga           |
| Deportivo Xerez        | 0:1             | Ciudad de Murcia    |
| CF Badalona            | 0:0 (3:4 i. E.) | UD Levante          |
| UD Las Palmas          | 0:1             | FC Getafe           |
| Rayo Vallecano         | 0:1 n. V.       | RCD Mallorca        |
| CD Alcalá              | 0:0 (2:4 i. E.) | Betis Sevilla       |
| AD Ceuta               | 0:1 n. V.       | Albacete Balompié   |
| Cultural Leonesa       | 1:1 (3:2 i. E.) | Deportivo Alavés    |
| UDA Gramenet           | 1:0 n. V.       | FC Barcelona        |
| CD Ourense             | 0:3             | Atlético Madrid     |
| UD Lanzarote           | 3:2             | Racing de Ferrol    |
| Sporting Gijón         | 1:2             | FC Elche            |
| FC Cádiz               | 4:0             | Polideportivo Ejido |
| Gimnàstic de Tarragona | 2:1             | Real Saragossa      |
| CD Teneriffa           | 3:1 n. V.       | Celta Vigo          |
| Burgos CF              | 1:3             | Real Sociedad       |
| UD Vecindario          | 2:3 n. V.       | Pontevedra CF       |
| CD Mirandés            | 3:2 n. V.       | UD Salamanca        |
| Lorca Deportiva        | 4:1             | Real Murcia         |
| FC Girona              | 2:1             | FC Villarreal       |
| FC Córdoba             | 0:0 (4:3 i. E.) | UD Almería          |
| UB Conquense           | 0:2 n. V.       | Recreativo Huelva   |

## Dritte Hauptrunde
Die Spiele wurden am 10. und 11. November 2004 ausgetragen.
|                        | Ergebnis        |                     |
| ---------------------- | --------------- | ------------------- |
| UD Lanzarote           | 2:1             | RCD Mallorca        |
| Pontevedra CF          | 1:2 n. V.       | FC Getafe           |
| CD Teneriffa           | 1:2             | Real Madrid         |
| CD Mirandés            | 0:0 (4:3 i. E.) | Real Sociedad       |
| Cultural Leonesa       | 1:2 n. V.       | Athletic Bilbao     |
| Real Valladolid        | 2:1             | Racing Santander    |
| UDA Gramenet           | 2:1             | UD Levante          |
| FC Girona              | 0:1 n. V.       | CA Osasuna          |
| Lorca Deportiva        | 5:2 n. V.       | FC Málaga           |
| Ciudad de Murcia       | 1:2             | FC Sevilla          |
| FC Elche               | 1:0             | Deportivo La Coruña |
| Terrassa FC            | 2:2 (2:4 i. E.) | UE Lleida           |
| FC Cádiz               | 0:2             | Betis Sevilla       |
| FC Córdoba             | 1:1 (3:4 i. E.) | CD Numancia         |
| Recreativo Huelva      | 1:0             | Albacete Balompié   |
| Gimnàstic de Tarragona | 0:1 n. V.       | Atlético Madrid     |

## Achtelfinale
Die Hinspiele wurden am 11., 12. und 13. Januar, die Rückspiele am 18., 19. und 20. Januar 2005 ausgetragen. Es galt die Auswärtstorregel.
|                   | Gesamt          |                 | Hinspiel | Rückspiel |
| ----------------- | --------------- | --------------- | -------- | --------- |
| Recreativo Huelva | 1:4             | FC Sevilla      | 0:2      | 1:2       |
| UDA Gramenet      | 2:1             | UE Lleida       | 2:0      | 0:1       |
| UD Lanzarote      | 2:7             | Athletic Bilbao | 2:1      | 0:6       |
| Lorca Deportiva   | 1:5             | Atlético Madrid | 1:3      | 0:2       |
| CD Mirandés       | 1:3             | Betis Sevilla   | 1:3      | 0:0       |
| FC Elche          | 1:1 (3:5 i. E.) | CD Numancia     | 1:0      | 0:1       |
| CA Osasuna        | 4:3             | FC Getafe       | 2:0      | 2:3       |
| Real Valladolid   | (a)1:1(a)       | Real Madrid     | 0:0      | 1:1       |

## Viertelfinale
Die Hinspiele wurden am 25., 26. und 27. Januar, die Rückspiele am 2., 3. und 16. Februar 2005 ausgetragen. Es galt die Auswärtstorregel.
|                 | Gesamt |                 | Hinspiel | Rückspiel |
| --------------- | ------ | --------------- | -------- | --------- |
| Athletic Bilbao | 4:3    | Real Valladolid | 3:2      | 1:1       |
| FC Sevilla      | 3:4    | CA Osasuna      | 2:1      | 1:3       |
| UDA Gramenet    | 5:6    | Betis Sevilla   | 2:2      | 3:4       |
| CD Numancia     | 0:1    | Atlético Madrid | 0:0      | 0:1       |

## Halbfinale
Die Hinspiele wurden am 20. und 21. April, die Rückspiele am 11. und 12. Mai 2005 ausgetragen. Es galt die Auswärtstorregel.
|               | Gesamt          |                 | Hinspiel | Rückspiel |
| ------------- | --------------- | --------------- | -------- | --------- |
| CA Osasuna    | 1:0             | Atlético Madrid | 1:0      | 0:0       |
| Betis Sevilla | 0:0 (5:4 i. E.) | Athletic Bilbao | 0:0      | 0:0       |

## Finale
| Betis Sevilla                                      | Betis Sevilla | CA Osasuna | CA Osasuna |
| -------------------------------------------------- | --- | --- | ---------- |
| Betis Sevilla                                      | \| 11. Juni 2005 in Madrid (Estadio Vicente Calderón) \| \| Ergebnis: 2:1 n. V. (1:1, 0:0) \| \| Zuschauer: 55.000 \| \| Schiedsrichter: Alfonso Pérez Burrull \|                                                         | \| 11. Juni 2005 in Madrid (Estadio Vicente Calderón) \| \| Ergebnis: 2:1 n. V. (1:1, 0:0) \| \| Zuschauer: 55.000 \| \| Schiedsrichter: Alfonso Pérez Burrull \|                                                                            | CA Osasuna |
| Betis Sevilla                                      | Antonio Doblas – Melli, Juanito , David Rivas (78. Alejandro Lembo), Luis Fernández – Arzu (69. Fernando Varela), Marcos Assunção, Joaquín, Edu (90. Dani) – Fernando, Ricardo Oliveira Cheftrainer: Llorenç Serra Ferrer | Juan Elía – Unai Expósito, César Cruchaga , Josetxo, Rafael Clavero – Patxi Puñal (78. David López), Pablo García, Valdo, Ludovic Delporte – Pierre Webó (78. John Aloisi), Richard Morales (73. Savo Milošević) Cheftrainer: Javier Aguirre | CA Osasuna |
| Betis Sevilla                                      | 1:0 Ricardo Oliveira (76.) 2:1 Dani (115.) | 1:1 John Aloisi (84.) | CA Osasuna |
| Betis Sevilla                                      | David Rivas (18.), Melli (61.), Juanito Gutiérrez (96.), Fernando Varela (102.) | Richard Morales (15.), Rafael Clavero (42.), Pablo García (66.), Unai Expósito (88.), César Cruchaga (90.) | CA Osasuna |
| Betis Sevilla                                      | Pablo García (120.) | | CA Osasuna |
| 11. Juni 2005 in Madrid (Estadio Vicente Calderón) | | |            |
| Ergebnis: 2:1 n. V. (1:1, 0:0)                     | | |            |
| Zuschauer: 55.000                                  | | |            |
| Schiedsrichter: Alfonso Pérez Burrull              | | |            |